# Треццо-Тинелла
Треццо-Тинелла (итал. Trezzo Tinella) — коммуна в Италии, располагается в регионе Пьемонт, в провинции Кунео.
Население составляет 350 человек (2008 г.), плотность населения составляет 35 чел./км². Занимает площадь 10 км². Почтовый индекс — 12050. Телефонный код — 0173.
Покровителем коммуны почитается святой Антоний Великий, празднование 17 января.

## Демография
Динамика населения:

## Администрация коммуны
- Телефон: 0173 630102
- Официальный сайт: